# 1919 en sport

Cet article présente les faits marquants de l'année 1919 en sport.

## Automobile
- 12 février :  à Daytona Beach, Ralph DePalma établit un nouveau record de vitesse terrestre : 241,20 km/h.
- 31 mai  : 500 miles d'Indianapolis.
- 23 novembre  : Targa Florio.

## Baseball
- Les Reds de Cincinnati remportent la Série mondiale sur les White Sox de Chicago.
- Scandale des Black Sox impliquant huit joueurs des White Sox de Chicago. Ils ont accepté de l'argent pour perdre la finale et sont radiés.
- Babe Ruth frappe 29 coups de circuit et établit le record des ligues majeures.
- Ty Cobb gagne son 12e et dernier titre de champion frappeur de la Ligue américaine de baseball.

## Boxe
- 4 juillet : Jack Dempsey devient champion du monde en s’imposant par KO face à Jess Willard.

## Cricket
- Le Yorkshire est champion d’Angleterre.

## Cyclisme
- Le Français Henri Pélissier s'impose dans le Paris-Roubaix.
- Tour de France (29 juin - 27 juillet) : le Belge Firmin Lambot s’impose devant le Français Jean Alavoine et le Français Eugène Christophe.
  - Article détaillé : Tour de France 1919

## Football
- 6 avril : le CASG Paris remporte la Coupe de France en s'imposant en finale face à l'Olympique de Paris, 3-2.
- Celtic champion d’Écosse.
- 18 mai : Arenas Club de Guecho remporte la Coupe d’Espagne face au FC Barcelone, 5-2.
- 22 juin : la Chaux de Fonds remporte le Championnat de Suisse.
  - Article détaillé : 1919 en football
- 15 janvier : fondation du Espérance sportive de Tunis, club omnisports et de sa section football.

## Golf
- L’Américain Walter Hagen remporte l’US Open.
- L’Américain Jim Barnes remporte le tournoi de USPGA.

## Hockey sur glace
- Annulation de la finale de la Coupe Stanley en raison de l’épidémie de grippe espagnole touchant alors le Canada. voir : Saison 1918-1919 de la LNH
- HC Rosay Gstaad champion de Suisse (Ligue Internationale).
- HC Bellerive Vevey champion de Suisse (Ligue Nationale).

## Joute nautique
- Sauveur Liparoti (dit l'esquimau) et Molinier (Mèze) remportent ex aequo le Grand Prix de la Saint-Louis à Cette.

## Rugby à XIII
- Balmain remporte la Winfield Cup, championnat d’Australie.

## Rugby à XV
- Tarbes est champion de France.

## Tennis
- 39e édition du Tournoi de Wimbledon :
  - L’Australien Gerald Patterson s’impose en simple hommes.
  - La Française Suzanne Lenglen en simple femmes.
- 39e édition du championnat des États-Unis :
  - L’Américain Bill Johnston s’impose en simple hommes.
  - L’Américaine Hazel Hotchkiss Wightman s’impose en simple femmes.
- L’Australie remporte la Coupe Davis face à la Grande-Bretagne (4-1).

## Naissances
- 26 janvier : Valentino Mazzola, footballeur italien. († 4 mai 1949).
- 31 janvier : Jackie Robinson, joueur de baseball américain. († 24 octobre 1972).
- 23 février : Johnny Carey, footballeur irlandais († 23 août 1995).
- 26 février : Rie Mastenbroek, nageur néerlandais. († 6 novembre 2003).
- 13 avril : René Gallice, footballeur français († 25 mai 1999).
- 12 mai : Pierre Brambilla, cycliste italien († 13 février 1984).
- 26 mai : Carl Luther Combs, basketteur et joueur puis entraîneur de football U.S américain. († 27 février 2007).
- 2 juillet : Albert Batteux, footballeur français († 28 février 2003).
- 20 juillet : Edmund Hillary, alpiniste néo-zélandais († 11 janvier 2008).
- 24 juillet : Ferdi Kübler, cycliste suisse († 29 décembre 2016).
- 12 septembre : Jean Prouff, footballeur français. Entraîneur du Stade rennais de 1964 à 1972. († 11 février 2008).
- 15 septembre : Fausto Coppi, cycliste italien († 2 janvier 1960).
- 29 septembre : Masao Takemoto, gymnaste japonais. († 2 février 2007).
- 30 septembre : Roberto Bonomi, pilote automobile argentin. († 10 janvier 1992).
- 6 octobre : Tommy Lawton, footballeur anglais († 6 novembre 1996).
- 16 octobre : Ivor Allchurch, footballeur gallois († 10 juillet 1997).
- 12 novembre : Jean Dauger, joueur de rugby à XV français († 23 octobre 1999).
- 14 novembre : Honoré Bonnet, skieur alpin, puis entraîneur français. († 22 février 2005).
- 12 décembre : 
  - Igor Correa Luna, judoka et professeur d'art martial, († 12 octobre 2000).
  - Ferruccio Valcareggi, footballeur et entraîneur italien. († 2 novembre 2005).

## Décès en1919
- 5 avril : Joe Hall, 37 ans; joueur britannique de hockey sur glace ayant évolué dans la Ligue nationale de hockey. (° 3 mai 1882).
- 9 septembre : Albert Spalding, 69 ans, joueur américain de baseball ayant évolué dans les Ligues majeures entre 1871 et 1877 (° 2 septembre 1850).